# Рейна, Пепе
Хосе́ Мануэ́ль Ре́йна Па́эс (исп. José Manuel Reina Páez; род. 31 августа 1982[…], Мадрид), также известен как Пе́пе Рейна (исп. Pepe Reina) (он сам предпочитает это прозвище) — испанский футболист, вратарь, наиболее известен своими выступлениями за английский клуб «Ливерпуль». Выступал за национальную сборную Испании, в составе которой стал чемпионом мира и дважды чемпионом Европы. Пепе Рейна четырежды признавался лучшим вратарём Английской Премьер-лиги. Рейна стал первым в истории вратарем, который поучаствовал в матчах чемпионатов Испании, Англии, Италии и Германии.

## Клубная карьера

### Ранние годы
Отец Мигель Рейна выступал на высшем уровне с 1963 по 1980 год. Он выигрывал Трофео Самора, чемпионат Испании, а ещё дважды Кубок Испании. В 1982-м у него родился сын Хосе Мануэль. В семье Мигеля 5 детей, все мальчики.
Рейна начал свою вратарскую карьеру в «Мадрид Оэсте», но играл там недолго. Как только появилась возможность перейти в Академию «Барселоны», он ею воспользовался, и переехал в Каталонию в 1995-м, в возрасте 13 лет. В 16 лет он стал вратарём сборной Испании этой возрастной категории.
Дебют Рейны в команде состоялся когда ему было всего 18. Он сыграл 30 игр в первенстве и 11 игр в Европе в период с 2000 по 2002 годы, в том числе две игры против «Ливерпуля». Он пропустил гол, когда «Барселона» и «Ливерпуль» играли в полуфинале Кубка УЕФА 2001 года.
В 2002 году он, не проходя в основной состав своего клуба, был отправлен в аренду в «Вильярреал». Рейна присоединился к «Вильярреалу» летом 2002 года, сыграл 32 игры в лиге в своём первом сезоне и не пропустил ни одной игры в лиге в своих втором и третьем сезонах. В 2004 году его контракт с «Вильярреалом» был оформлен на постоянной основе. Он был признан лучшим голкипером чемпионата в сезоне 2004/2005, когда «Вильярреал» занял третье место в первенстве Испании и получил путёвку в Лигу чемпионов впервые в своей истории. Рейна отбил семь пенальти из девяти назначенных в ворота «Вильярреала».

### «Ливерпуль»
В июле 2005 года по инициативе нового тренера «Ливерпуля» Рафаэля Бенитеса Рейна перешёл из «Вильярреала» в стан «красных». Бенитес рассматривал Рейну в качестве основного голкипера команды. Он дебютировал в «Ливерпуле» в матче 1-го квалификационного раунда Лиги чемпионов 2005/06 против валлийского клуба ТНС.
В сезоне 2005/06 Рейна стал основным вратарём «Ливерпуля», отправив на скамейку запасных героя финала Лиги Чемпионов 2005 Ежи Дудека. Также в начале сезона Рейна дебютировал в товарищеском матче за сборную Испании против сборной Уругвая 17 августа 2005 года (2:0).
Самая большая неудача для Рейны произошла 5 февраля 2006 года в игре чемпионата против «Челси». Вратарь после жёсткого столкновения с Эйдуром Гудйонсеном получил спорную красную карточку за то, что попал рукой в лицо Арьена Роббена, который упал очень легко и театрально. «Ливерпуль» проиграл со счётом 0:2, а Рейна получил трёхматчевую дисквалификацию. После матча Рейна обвинил Роббена в провокационном поведении.
16 апреля 2006 года Рейна отпраздновал свой 50-й матч в составе «Ливерпуля», не пропустив мяча от «Блэкберн Роверс». В результате он побил ещё один клубный рекорд — меньше всего голов, пропущенных вратарём в его первых пятидесяти матчах за клуб. Предыдущее достижение принадлежало Рэю Клеменсу, который в сезоне 1970/71 пропустил в 50 играх 32 гола. Пепе же установил рекорд в 29 голов.
В мае 2006 года Рейна получил награду «Золотая перчатка», за то что в Премьер-лиге сезона 2005/06 в 20 матчах не позволил себе забить. Он обошёл вратаря «Манчестер Юнайтед» Эдвина ван дер Сара (18) и предыдущего обладателя награды Петра Чеха из «Челси» (17).
В последнем домашнем матче сезона — финале Кубка Англии 13 мая 2006 года — Рейна стал одновременно антигероем и героем встречи, в которой «Ливерпуль» обыграл «Вест Хэм Юнайтед». В основное время матча он совершил несколько ошибок, которые позволили «Молотобойцам» повести в счёте 3:2. Стивен Джеррард сравнял счёт, после чего Рейна уже в дополнительное время отразил очень опасный удар. Матч закончился со счётом 3:3, а в серии пенальти Рейна окончательно реабилитировался, отразив три удара из четырёх. «Ливерпуль» выиграл кубок.

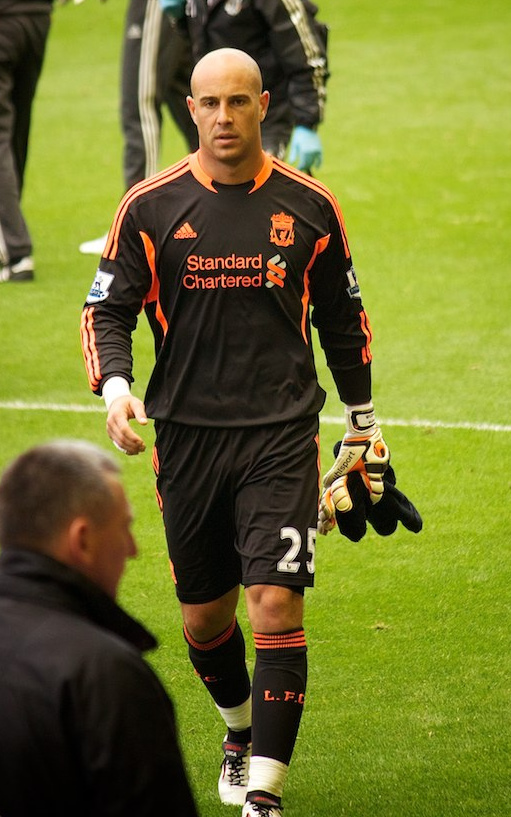
Рейна в «Ливерпуле»

Начало сезона 2006/07 для Рейны и обороны «Ливерпуля» выдалось очень неудачным — команда много пропускала, вратарь не выручал и, более того, нелепо ошибался — в частности на последних минутах матча с принципиальным соперником «Эвертоном» он «набросил» мяч на голову нападающему противника, Энди Джонсону, который довёл счёт до разгромного — 3:0. Однако к концу сезона Рейна вновь достиг прежнего уровня: в полуфинальном противостоянии Лиги чемпионов с «Челси» он стал главным героем. В первой встрече он хоть и пропустил один безответный мяч, но спас команду несколько раз, отражая опасные удары нападающих противника. В ответной встрече Рейна отразил два пенальти в послематчевой серии, и в итоге Ливерпуль победил 4:1 и вышел в финал.

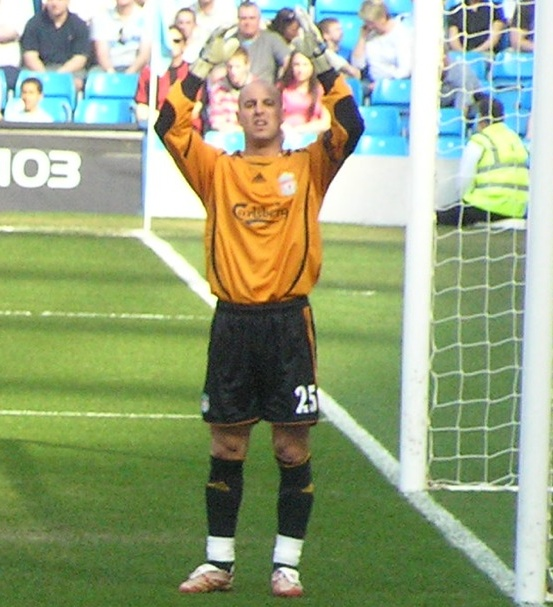
Рейна во время выступлений за «Ливерпуль», 2007 год

Сезон 2007/08 стал уже третьей подряд кампанией Рейны, в которой он был удостоен «Золотой перчатки», награды за наибольшее количество матчей в Премьер-лиге «на ноль». Он также стал первым вратарём «Ливерпуля», который достиг отметки в 50 «сухих игр», проведя в команде всего лишь 92 встречи. После победы над «Сандерлендом» дома 3:0, он превзошёл рекорд Рэя Клеменса на три матча.
Несмотря на то, что «Ливерпуль» остался без трофеев в конце сезона, Пепе Рейна присоединился к коллегам Альваро Арбелоа, Фернандо Торресу и Хаби Алонсо в испанской сборной, которая боролась за медали на чемпионате Европы 2008. Рейна не смог вытеснить вратаря № 1, Икера Касильяса. В финале Испания выиграла у Германии со счётом 1:0 благодаря голу Торреса, и Рейна получил золотую медаль, сыграв одну игру (в групповом этапе против сборной Греции).
Сезон 2008/09 Рейна начал, проведя 4 «сухих» матча из 5 первых во всех турнирах. В период с 8 ноября по 2 декабря не пропустил ни одного мяча в 4-х матчах АПЛ и одном группового этапа Лиги чемпионов против французского «Марселя» (1:0). В марте и начале Рейна сыграл 4 матча на «ноль» из пяти. 22 марта 2009 года он установил новый рекорд в истории «Ливерпуля», сыграв 100 сухих игр за наименьшее количество матчей. Он преодолел этот рубеж после игры с «Астон Виллой» (5:0), эта игра была для него 197-й за Ливерпуль. Однако потом за двухматчевое противостояние с «Челси» в 1/4 финала Лиги чемпионов пропустил 7 мячей (1:3 и 4:4). В игре против «Арсенала» (4:4) пропустил четыре мяча от Андрея Аршавина. 5 побед «Ливерпуля» на финише (включая 3 «на ноль» Рейны") не помогли взять титул.

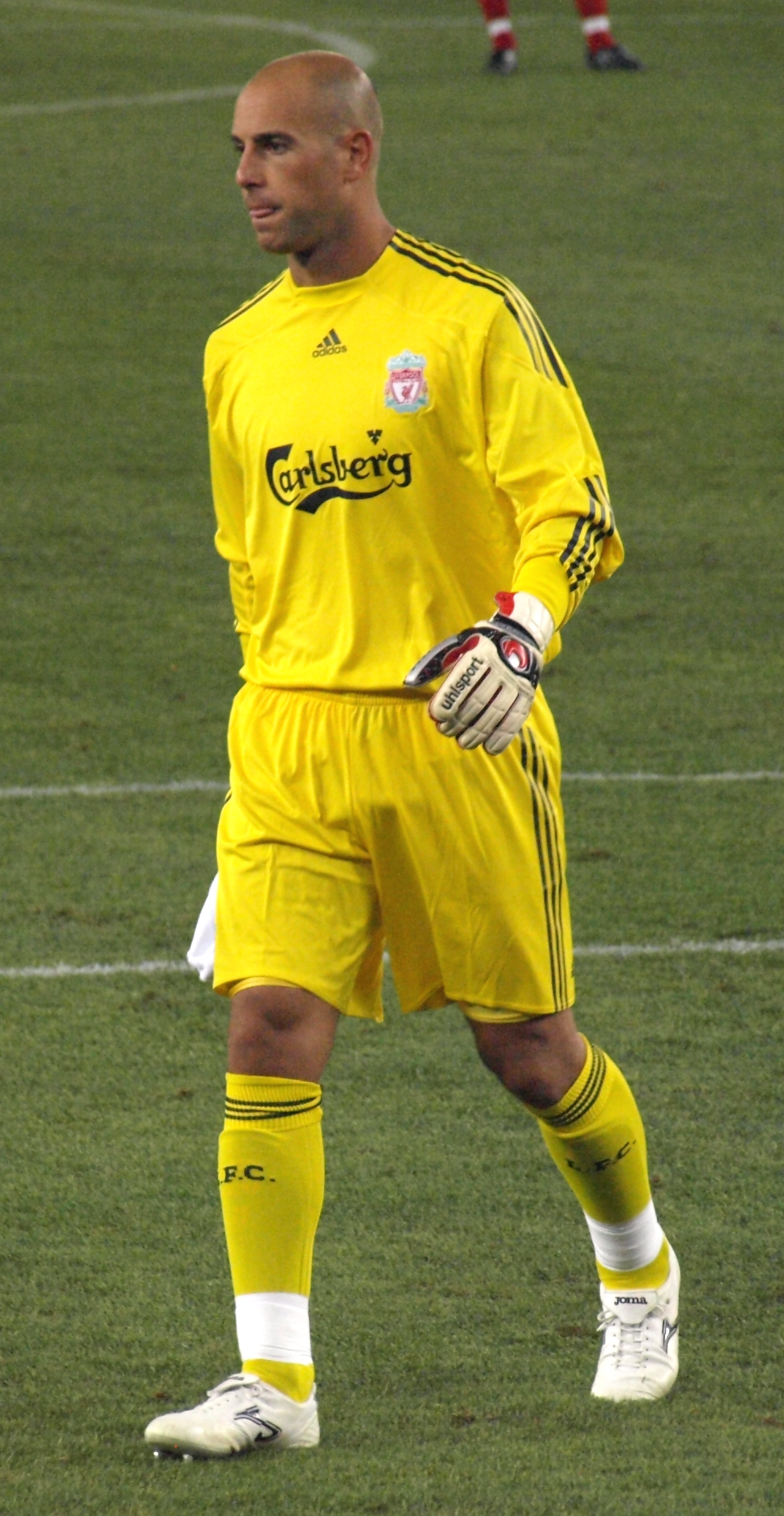
Рейна играет за «красных» в 2009 году

9 апреля 2010 года Рейна подписал новый 6-летний контракт с «Ливерпулем». Провёл в сезоне 17 сухих матчей в Премьер-лиге.
В матче первого тура сезона 2010/11 с «Арсеналом» грубейшая ошибка Рейны на 90-й минуте привела к голу, который позволил канонирам сравнять счёт. В товарищеском матче со сборной Аргентины Рейна, получив передачу от Педро, не смог выбить мяч, поскользнувшись и упав, а Карлос Тевес сделал счёт разгромным. 8 января на смену Ходжсону пришел Кенни Далглиш; в первых шести матчах АПЛ при нём Рейна сыграл 4 «сухих» матча. По итогу сезона в его активе было 14 матчей «на ноль» в Премьер-лиге, «Ливерпуль» закончил чемпионат шестым.
Сезон 2011/2012 стал первым за 4 прошедших года, в котором испанец не отыграл 38 матчей, у него их было 34. 29 ноября 2011 года, в матче Кубка лиги против «Челси» (2:0), Рейна побил клубный рекорд по количеству матчей «на ноль». Именно этот сезон стал спадом игры Рейны, в матчах которого он неоднократно ошибался. 1 апреля 2012 года Рейна получил красную карточку в проигранном 2:0 матче «Ньюкаслу» из-за агрессивного поведения в сторону игрока «Ньюкасла» Джеймса Окуне. Рейна пропустил матчи Премьер-лиги против «Астон Виллы» и «Блэкберн Роверс», а также полуфинал Кубка Англии против «Эвертона» 14 апреля. Выиграл первый за 6 лет титул — Кубок Лиги. Отыграл 12 сухих матча в Премьер-лиге.
В сезоне 2012/2013 сыграл ещё меньше — 31 матч в АПЛ, часть пропущенных матчей он не сыграл из-за травмы икроножной мышцы. Провел 14 матчей «на ноль». К концу сезона 2012/13, по слухам, Виктор Вальдес должен был уйти из «Барселоны» в «Монако», а Рейна должен был стать его заменой. По словам его отца, было достигнуто соглашение о подписании соглашения с Рейной, но когда Вальдес решил остаться в «Барселоне» ещё на один сезон, никакого движения не произошло. В преддверии ухода Рейны «Ливерпуль» подписал контракт с бельгийским вратарем Симоном Миньоле из «Сандерленда».

#### Аренда в «Наполи»
29 июля 2013 года Рейна перешёл на правах аренды в «Наполи».
28 сентября Рейна объявил, что его карьера в «Ливерпуле» окончена:
На данный момент трудно думать о том, чтобы стать игроком "Ливерпуля" в следующем году. У них есть молодой вратарь Симон Миньоле и менеджер предпочитает его мне. Он будет в клубе в следующем году. Нет причин думать, что с этого момента я буду игроком "Ливерпуля", но посмотрим, куда нас приведет будущее. До сих пор это был хороший ход, и я не жалею о том, что произошло. Я бы предпочел попрощаться по-другому.
3 мая 2014 года «Наполи» выиграл Кубок Италии, обыграв в финале «Фиорентину» со счётом 3:1.

### «Бавария»
8 августа «Ливерпуль» подтвердил, что Рейна присоединился к немецкому клубу «Бавария». 14 марта 2015 года Рейна дебютировал за «Баварию», сыграв в гостях у «Вердера» со счетом 4:0. Он стал первым вратарем и первым испанцем в истории, сыгравшим в четырёх высших лигах Европы: Испании, Англии, Италии и Германии.
9 мая 2015, когда «Бавария» уже выиграла Бундеслигу 2014/15 и должна была играть во втором полуфинальном матче Лиги чемпионов с «Барселоной», основной вратарь Мануэль Нойер остался в запасе в домашнем матче с «Аугсбургом», а Рейна вышел в стартовом составе. Он получил прямую красную карточку после 14 минут, когда нарушил правила на Рауле Бобадилье.

### Возвращение в «Наполи»
23 июня 2015 года вернулся в «Наполи», подписав контракт на 3 года. За три года с неаполитанским клубом дважды стал вице-чемпионом Италии и один раз — бронзовым призёром.

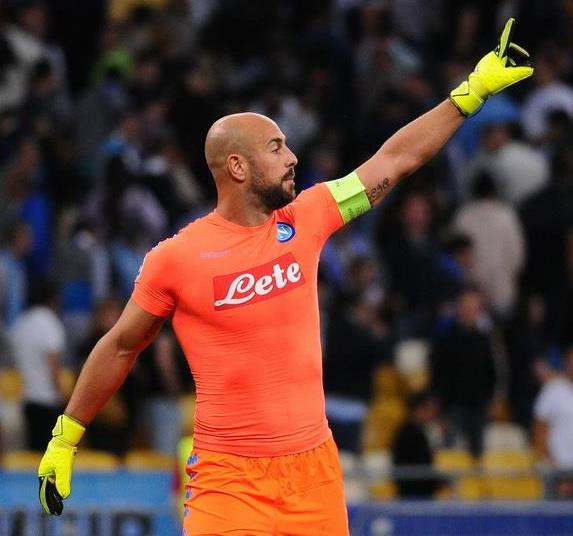
Пепе играет за «Наполи» в 2016 году

### «Милан»
2 июля 2018 года Пепе Рейна в качестве свободного агента подписал 2-летний контракт с «Миланом».

#### Аренда в «Астон Вилле»
13 января 2020 года перешел в Астон Виллу на правах аренды до конца сезона. 37-летний Рейна не имел регулярной игровой практики в «Милане», сыграв только 5 матчей за два последних сезона.

### «Лацио»
27 августа 2020 года перешёл в итальянский «Лацио» на правах свободного агента. Контракт подписан на 2 года.

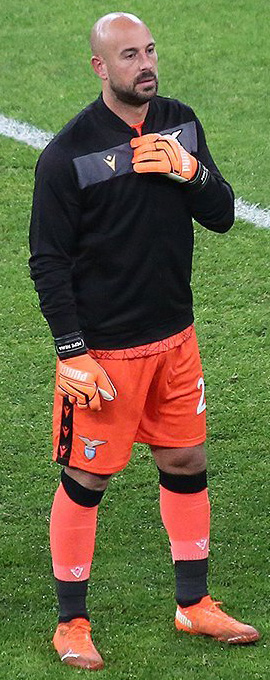
Рейна в составе «Лацио», 2020 год

### «Вильярреал»
8 июля 2022 года в качестве свободного агента перешёл в «Вильярреал», за который уже выступал с 2002 по 2005 годы.

## Карьера в сборной

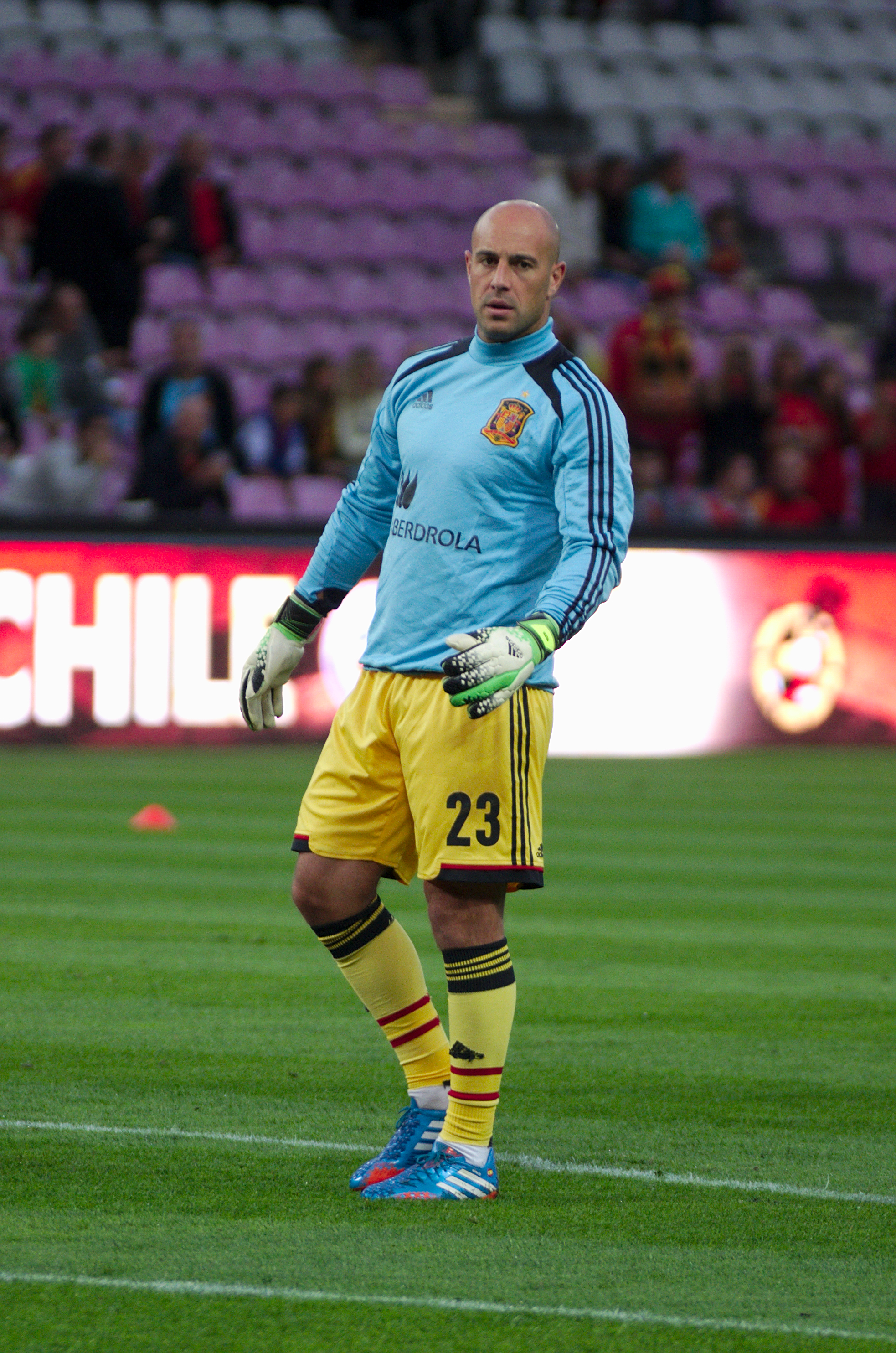
Пепе Рейна в сборной Испании перед матчем со сборной Чили

Рейна является постоянным игроком сборной Испании с 2005 года, в основном в качестве второго или третьего голкипера после Икера Касильяса (а позже — Давида де Хеа). Он был частью команды, выигравшей чемпионат мира по футболу 2010 года, а также чемпионаты Европы 2008 и 2012 годов. Рейна дебютировал 17 августа 2005 года, в матче с Уругваем в Хихоне.
В октябре 2008 года Рейна и Касильяс вместе побили национальный рекорд за долгое время, проведенное без пропущенного гола после победы над Эстонией (3:0). Пара прошла без пропущенных голов в течение 710 минут.

## Статистика

### В клубах
| Выступление      | Выступление      | Выступление      | Лига | Лига | Кубок | Кубок | Кубок лиги | Кубок лиги | Еврокубки | Еврокубки | Итого | Итого |
| Клуб             | Лига             | Сезон            | Игры | Голы | Игры  | Голы  | Игры       | Голы       | Игры      | Голы      | Игры  | Голы  |
| ---------------- | ---------------- | ---------------- | ---- | ---- | ----- | ----- | ---------- | ---------- | --------- | --------- | ----- | ----- |
| Барселона        | Примера          | 2000/01          | 19   | -32  | 7     | -5    | —          | —          | 7         | -6        | 33    | -43   |
| Барселона        | Примера          | 2001/02          | 11   | -11  | 1     | -1    | —          | —          | 4         | -4        | 16    | -16   |
| Барселона        | Итого            | Итого            | 30   | -43  | 8     | -6    | —          | —          | 11        | -10       | 49    | -59   |
| Вильярреал       | Примера          | 2002/03          | 33   | -43  | 0     | -0    | —          | —          | 4         | -3        | 37    | -46   |
| Вильярреал       | Примера          | 2003/04          | 38   | -48  | 0     | -0    | —          | —          | 15        | -10       | 53    | -58   |
| Вильярреал       | Примера          | 2004/05          | 38   | -37  | 0     | -0    | —          | —          | 19        | -10       | 57    | -47   |
| Вильярреал       | Итого            | Итого            | 109  | -128 | 0     | -0    | —          | —          | 38        | -23       | 147   | -151  |
| Ливерпуль        | Премьер-лига     | 2005/06          | 33   | -21  | 5     | -5    | 0          | -0         | 15        | -8        | 53    | -34   |
| Ливерпуль        | Премьер-лига     | 2006/07          | 35   | -23  | 1     | -1    | 1          | -3         | 14        | -9        | 51    | -36   |
| Ливерпуль        | Премьер-лига     | 2007/08          | 38   | -28  | 0     | -0    | 0          | -0         | 14        | -12       | 52    | -40   |
| Ливерпуль        | Премьер-лига     | 2008/09          | 38   | -27  | 2     | -2    | 0          | -0         | 11        | -11       | 51    | -40   |
| Ливерпуль        | Премьер-лига     | 2009/10          | 38   | -35  | 1     | -1    | 0          | -0         | 13        | -12       | 52    | -48   |
| Ливерпуль        | Премьер-лига     | 2010/11          | 38   | -44  | 1     | -1    | 0          | -0         | 11        | -5        | 50    | -50   |
| Ливерпуль        | Премьер-лига     | 2011/12          | 34   | -35  | 5     | -6    | 7          | -7         | 0         | -0        | 46    | -48   |
| Ливерпуль        | Премьер-лига     | 2012/13          | 31   | -34  | 0     | -0    | 0          | -0         | 8         | -9        | 39    | -43   |
| Ливерпуль        | Итого            | Итого            | 285  | -247 | 15    | -16   | 8          | -10        | 86        | -66       | 394   | -339  |
| → Наполи         | Серия А          | 2013/14          | 30   | -29  | 4     | -4    | —          | —          | 9         | -13       | 43    | -46   |
| → Наполи         | Итого            | Итого            | 30   | -29  | 4     | -4    | —          | —          | 9         | -13       | 43    | -46   |
| Бавария          | Бундеслига       | 2014/15          | 3    | -0   | 0     | -0    | —          | —          | 0         | -0        | 3     | 0     |
| Бавария          | Итого            | Итого            | 3    | -0   | 0     | -0    | —          | —          | 0         | -0        | 3     | 0     |
| Наполи           | Серия А          | 2015/16          | 37   | -29  | 2     | -2    | —          | —          | 5         | -3        | 44    | -34   |
| Наполи           | Серия А          | 2016/17          | 37   | -38  | 3     | -5    | —          | —          | 8         | -14       | 48    | -57   |
| Наполи           | Серия А          | 2017/18          | 37   | -29  | 0     | 0     | —          | —          | 10        | -14       | 47    | -43   |
| Наполи           | Итого            | Итого            | 111  | -96  | 5     | -7    | —          | —          | 23        | -31       | 139   | -134  |
| Милан            | Серия A          | 2018/19          | 4    | -5   | 2     | -1    | —          | —          | 6         | -9        | 12    | -15   |
| Милан            | Серия A          | 2019/20          | 1    | -1   | 0     | -0    | —          | —          | 0         | -0        | 1     | -1    |
| Милан            | Итого            | Итого            | 5    | -6   | 2     | -1    | —          | —          | 6         | -9        | 13    | -16   |
| Астон Вилла      | Премьер-лига     | 2019/20          | 12   | -20  | 0     | 0     | 0          | 0          | 0         | 0         | 12    | -20   |
| Астон Вилла      | Итого            | Итого            | 12   | -20  | 0     | -0    | 0          | -0         | 0         | -0        | 12    | -20   |
| Лацио            | Серия A          | 2020/21          | 29   | -41  | 1     | -3    | —          | —          | 7         | -12       | 37    | -56   |
| Лацио            | Серия A          | 2021/22          | 15   | -29  | 2     | -4    | —          | —          | 0         | -0        | 17    | -33   |
| Лацио            | Итого            | Итого            | 44   | -70  | 3     | -7    | —          | —          | 7         | -12       | 54    | -89   |
| Вильярреал       | Примера          | 2022/23          | 22   | -27  | 3     | -2    | —          | —          | 7         | -9        | 32    | -38   |
| Вильярреал       | Примера          | 2023/24          | 2    | -2   | 3     | -2    | —          | —          | 7         | -11       | 12    | -15   |
| Вильярреал       | Итого            | Итого            | 24   | -29  | 6     | -4    | —          | —          | 14        | -20       | 44    | -53   |
| Комо             | Серия A          | 2024/25          | 12   | -14  | 1     | -1    | —          | —          | —         | —         | 13    | -15   |
| Комо             | Итого            | Итого            | 12   | -14  | 1     | -1    | —          | —          | —         | —         | 13    | -15   |
| Всего за карьеру | Всего за карьеру | Всего за карьеру | 665  | -682 | 44    | -46   | 8          | -10        | 194       | -184      | 911   | -922  |

### В сборной
По состоянию на 9 октября 2017 года
| Испания | Испания | Испания |
| Год     | Матчи   | Голы    |
| ------- | ------- | ------- |
| 2005    | 2       | 0       |
| 2006    | 3       | 0       |
| 2007    | 4       | 0       |
| 2008    | 3       | 0       |
| 2009    | 7       | 0       |
| 2010    | 2       | 0       |
| 2011    | 3       | 0       |
| 2012    | 2       | 0       |
| 2013    | 5       | 0       |
| 2014    | 2       | 0       |
| 2015    | 0       | 0       |
| 2016    | 1       | 0       |
| 2017    | 2       | 0       |
| 2018    | 0       | 0       |
| Всего   | 36      | 0       |

## Достижения

### Командные
«Вильярреал»
- Обладатель Кубка Интертото (2): 2002/03, 2003/04

«Ливерпуль»
- Обладатель Суперкубка УЕФА: 2005
- Обладатель Кубка Англии: 2005/06
- Обладатель Суперкубка Англии: 2006
- Обладатель Кубка футбольной лиги: 2012

«Наполи»
- Обладатель Кубка Италии: 2013/14

«Бавария»
- Чемпион Германии: 2014/15

Сборная Испании (до 16 лет)
- Чемпион Европы среди юношей до 16 лет: 1999

Сборная Испании
- Чемпион Европы (2): 2008, 2012
- Чемпион мира: 2010
- Серебряный призёр Кубка конфедераций: 2013
- Бронзовый призёр Кубка конфедераций: 2009

### Личные
- Золотая перчатка английской Премьер-лиги (3): 2005/06, 2006/07, 2007/08
- Лучший игрок сезона в «Ливерпуле»: 2009/10
- Игрок месяца в «Ливерпуле»: декабрь 2010

### Государственные награды
- Золотая медаль Королевского Ордена спортивных заслуг Испании: 2011[13]

## Личная жизнь
Рейна женился на своей давней подруге Иоланде Руис в Кордове 19 мая 2006 года, прежде чем присоединиться к сборной Испании на чемпионате мира 2006 года. У пары пятеро детей — Греция (род. 25 февраля 2007), Альма (род. 30 июля 2008), Сира (род. 15 января 2015) и два сына — Лука (род. 26 мая 2011) и Тьяго (род. 23 марта 2013).
Отец Пепе, Мигель Рейна, тоже футбольный вратарь, играл в клубах «Кордоба» и «Барселона», но больше всего матчей (155) провёл за «Атлетико Мадрид». Также сыграл 5 матчей за сборную Испании.
В июле 2018 года Пепе Рейна и бывшие футболисты «Наполи» Паоло Каннаваро и Сальваторе Ароника были подвергнуты слушанию итальянской футбольной Федерацией по поводу связей с братьями Эспозито, высокопоставленными членами Каморры (неаполитанская преступная структура, аналогична мафии). Рейну также обвинили в попытке получить бесплатные билеты для Каморры.